# 小武基祈祷所
小武基祈祷所，位于北京市朝阳区王四营桥北100米路东弘燕奇石晨三楼，隶属天主教北京教区。

## 简介
小武基祈祷所是2010年代天主教北京教区新建的祈祷所。位于北京市朝阳区王四营桥北100米路东弘燕奇石晨三楼。建成后一直没有安排主任司铎。2016年3月30日，天主教北京教区神父聚会，李山主教宣布神职人员调动事宜，由宣武门天主堂的副主任司铎张晓卓神父兼任小武基祈祷所主任司铎，他也是小武基祈祷所首位主任司铎，小武基祈祷所由此成为独立堂区。

## 主任司铎
- 张晓卓神父（2016年3月—，宣武门堂区副主任司铎兼）[2]